# Aubertin
Aubertin é uma comuna francesa na região administrativa da Nova Aquitânia, no departamento dos Pirenéus Atlânticos. Estende-se por uma área de 17,34 km². Em 2010 a comuna tinha 667 habitantes (densidade: 38,5 hab./km²).